# Alberto Suppici
Alberto Horacio Suppici (Colonia del Sacramento, 20 novembre 1898 – Montevideo, 21 giugno 1981) è stato un allenatore di calcio e calciatore uruguaiano.
Fu Campione del mondo con l'Uruguay nel 1930.

## Biografia
È stato il primo allenatore a vincere un mondiale di calcio, successo ottenuto con l'Uruguay nel 1930. È tuttora il commissario tecnico più giovane ad aver vinto un mondiale, avendo all'epoca del titolo solo 31 anni di età.
È morto nel 1981 all'età di 82 anni.

## Palmarès

### Giocatore

#### Competizioni nazionali
- Campionato uruguaiano: 7

Nacional: 1915, 1916, 1917, 1919, 1920, 1922, 1923

#### Competizioni internazionali
- Copa de Honor Cousenier: 3

Nacional: 1915, 1916, 1917
- Tie Cup: 1

Nacional: 1915
- Copa Ricardo Aldao: 3

Nacional: 1916, 1919, 1920

### Allenatore

#### Club

##### Competizioni nazionali
- Campionato uruguaiano: 1

Peñarol: 1945

#### Nazionale
- Campionato mondiale: 1

Uruguay 1930